# آق‌بلاغ (کبودرآهنگ)
آق‌بلاغ یا آقا بلاغی روستایی در دهستان گل‌تپه بخش گل‌تپه شهرستان کبودرآهنگ استان همدان ایران است.

## جمعیت
بر پایه سرشماری عمومی نفوس و مسکن در سال ۱۳۹۵ جمعیت این روستا ۲۴۳ نفر (۷۵خانوار) بوده‌است.